# Herrschaft Altmannshofen

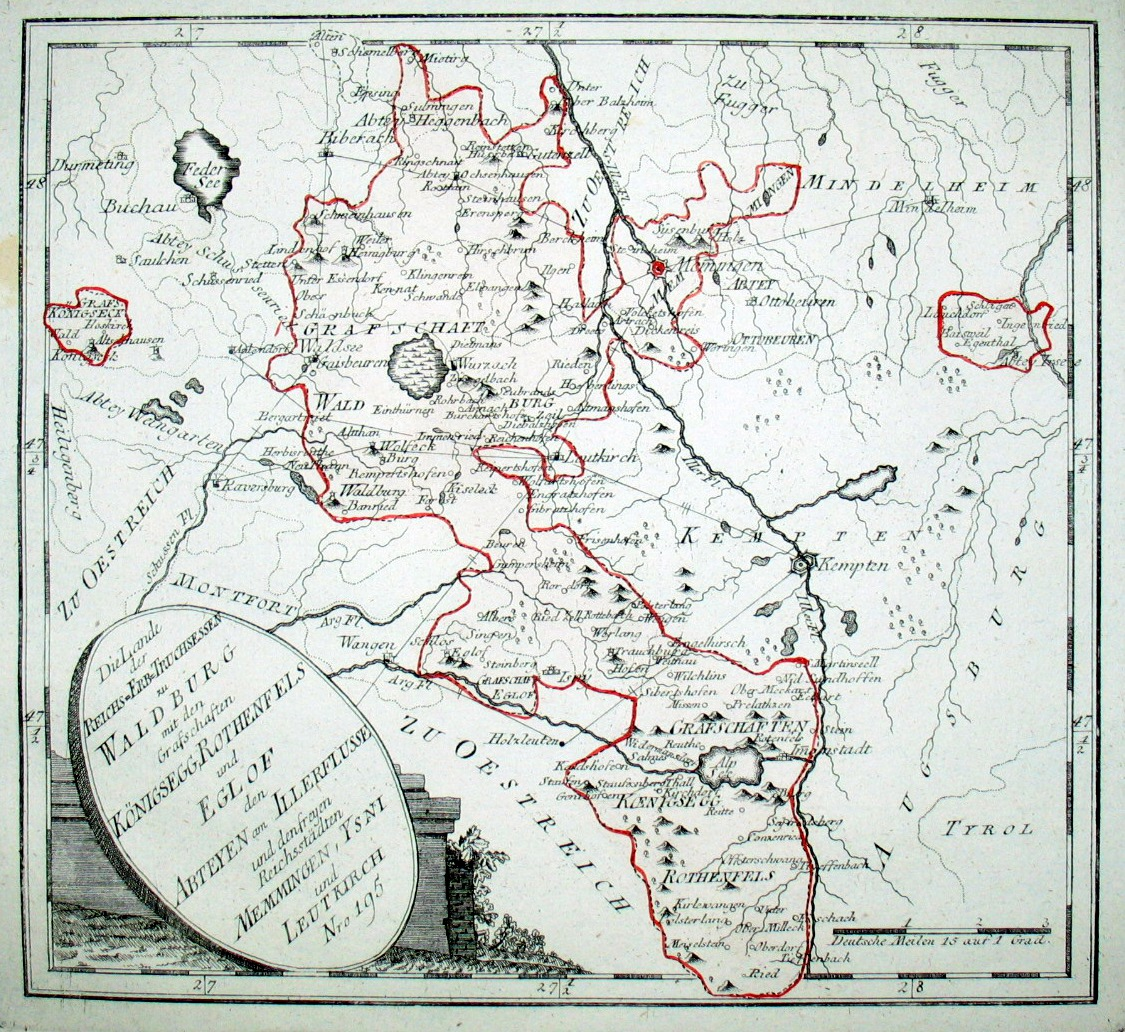
„Die Lande der Reichs-Erb-Truchsessen zu Waldburg...“ (1792/93)

Die Herrschaft Altmannshofen mit Sitz in Altmannshofen, heute ein Ortsteil der Gemeinde Aichstetten im Landkreis Ravensburg in Baden-Württemberg, war im Besitz der Herren von Altmannshofen. Diese sind seit 1201 bezeugt. Die Herrschaft wurde 1478/1539 von den Herren von Landau erworben. Im Jahr 1601 kam die Herrschaft an die Freiherren von Muggental, die sie 1662 an die Truchsessen von Waldburg verkauften. 
Im Rahmen der Mediatisierung im Jahr 1806 kam die Herrschaft Altmannshofen unter die Landeshoheit von Württemberg.